# PubPeer
PubPeer es un sitio web gratuito que permite a los usuarios discutir y revisar investigaciones científicas.
El sitio es uno de los muchos que permiten a los académicos participar en la revisión por pares después de la publicación. Ha servido como plataforma de denuncia poniendo de relieve las deficiencias, sesgos o manipulaciones de varios artículos científicos de alto perfil, lo que en algunos casos ha dado lugar posteriormente a retractaciones y a acusaciones de fraude científico. Al contrario de la mayoría de las plataformas similares, permite comentarios de forma anónima, una característica controvertida que es, probablemente, el factor principal para su éxito si lo comparamos con el resto de plataformas. Debido al mal uso por parte de algunos usuarios y varias acusaciones de difamación por parte de autores que han sido acusados anónimamente, la plataforma comenzó a exigir que las afirmaciones de los usuarios puedan verificarse públicamente para ser tenidas en cuenta.

## Propietario
El sitio web es mantenido por la Fundación PubPeer, una organización de beneficio público sin fines de lucro con sede en California.

## Historia
En 2012, Brandon Stell, neurocientífico en el Centro Nacional para la Investigación de Francia, George Smith y Richard Smith (que permanecen sin revelar sus filiaciones) fundaron la empresa PubPeer LLC y crearon el sitio web pubpeer.com. A principios de 2013 se unió al equipo fundador Boris Barbour, también neurocientífico del CNRS. Inicialmente todos permanecieron anónimos hasta 2015.
En el momento del lanzamiento, los usuarios registrados podían publicar como "Compañeros" o firmar con su nombre sus comentarios. A principios de 2013 se habilitó la posibilidad de comentar de manera anónima, lo que dio lugar a que se expusieran hechos y niveles inesperados de mala conducta en la investigación.
En octubre de 2014, un investigador del cáncer de la Universidad Estatal de Wayne en Detroit presentó una demanda judicial contra los comentaristas anónimos de PubPeer, alegando que las valoraciones negativas de su trabajo en la web provocaron que la universidad anulara una oferta de trabajo. Finalmente, el caso fue desestimado en la apelación.
En 2015 se anunció la supresión de la empresa y la creación de la Fundación PubPeer, sin fines de lucro, con una junta inaugural integrada por Brandon Stell (Presidente), George Smith, Richard Smith, Boris Barbour (Tesorero) y Gabor Brasnjo (Secretario).